# Bristol Open 1984
Il Bristol Open 1984 è stato un torneo di tennis giocato sull'erba. È stata la 5ª edizione del Bristol Open, che fa parte del Volvo Grand Prix 1984. Si è giocato a Bristol in Inghilterra, dal 18 al 25 giugno 1984.

## Campioni

### Singolare
Johan Kriek ha battuto in finale  Brian Teacher con il punteggio di 6–7, 7–6, 6–4

### Doppio
Larry Stefanki /  Robert Van't Hof hanno battuto in finale  John Alexander /  John Fitzgerald con il punteggio di 7–6, 7–6